# Megachile albopilosa
Megachile albopilosa är en biart som beskrevs av Heinrich Friese 1916. Megachile albopilosa ingår i släktet tapetserarbin, och familjen buksamlarbin. Inga underarter finns listade i Catalogue of Life.